# Henmilit
Henmilit ist ein sehr selten vorkommendes Mineral aus der Mineralklasse der „Borate“ (ehemals Carbonate, Nitrate und Borate, siehe Klassifikation). Es kristallisiert im triklinen Kristallsystem mit der chemischen Formel Ca2Cu2+[(OH)2|B(OH)4]2, ist also chemisch gesehen ein Calcium-Kupfer-Borat mit zusätzlichen Hydroxidionen, das strukturell zu den Monoboraten gehört.
Henmilit bildet bis 3 mm große, prismatisch-pinakoidale Kristalle, die charakteristische bläulichviolette Farbtöne zeigen. Daneben existieren massive derbe Aggregate.
Das Mineral wird ausschließlich in der Fuka-Mine gefunden, die sich 40 km nordöstlich von Okayama bei der Stadt Takahashi in der Präfektur Okayama innerhalb der Region Chūgoku auf Honshū in Japan befindet. Henmilit tritt hier in Hohlräumen in bormineralisierten Gängen innerhalb von kontaktmetasomatisch umgewandelten Kalksteinen auf und wird u. a. von Pentahydroborit und Olshanskyit begleitet.

## Etymologie und Geschichte
Während der Untersuchung von Bormineral-führenden Gängen in der Fuka-Mine wurde ein infolge seiner blauvioletten Farbe sehr auffälliges, eng mit Pentahydroborit vergesellschaftetes Mineral entdeckt.
Bei detaillierten Untersuchungen stellte sich diese Phase als erstes Beispiel eines Borates mit Gehalten von sowohl Calcium als auch Kupfer und damit als neues Mineral heraus.
Das Mineral wurde 1981 von der International Mineralogical Association (IMA) anerkannt und 1986 von einem Team japanischer Wissenschaftler um Izumi Nakai von der Universität Tsukuba sowie Hisashi Okada, Kazunosuke Masutomi, Eiji Koyama und Kozo Nagashima als Henmilit erstbeschrieben. Benannt wurde es nach Professor Kitinosuke Henmi (1919–1997) und seiner Tochter Chiyoko Henmi (* 1949) vom Department of Earth Science der Universität Okayama in Okayama in Anerkennung ihrer mineralogischen Arbeit in der Skarnlagerstätte von Fuka, die zur Identifizierung von drei neuen Mineralen (Bicchulith, Fukalith und Oyelith) geführt hatten.
Typmaterial des Minerals wird im Nationalmuseum der Naturwissenschaften, Shinjuku bei Tokio, (Katalog-Nr. M-24641) sowie im National Museum of Natural History, Washington, D.C., USA, (Katalog-Nr. 165482) aufbewahrt.

## Klassifikation
In der veralteten 8. Auflage der Mineralsystematik nach Strunz war der Henmilit noch nicht aufgeführt.
In der zuletzt 2018 überarbeiteten Lapis-Systematik nach Stefan Weiß, die formal auf der alten Systematik von Karl Hugo Strunz in der 8. Auflage basiert, erhielt das Mineral die System- und Mineralnummer V/G.09-020. Dies entspricht der Klasse der „Nitrate, Carbonate und Borate“ und dort der Abteilung „Inselborate“, wo Henmilit zusammen mit Frolovit eine unbenannte Gruppe mit der Systemnummer V/G.09 bildet.
Die von der International Mineralogical Association (IMA) zuletzt 2009 aktualisierte 9. Auflage der Strunz’schen Mineralsystematik ordnet den Henmilit in die Klasse der „Borate“ und dort in die Abteilung „Monoborate“ ein. Hier ist das Mineral in der Unterabteilung „B(O,OH)4, ohne und mit zusätzlichen Anionen; 1(T), 1(T) + OH usw.“ zu finden, wo es als einziges Mitglied eine unbenannte Gruppe mit der Systemnummer 6.AC.30 bildet.
In der vorwiegend im englischen Sprachraum gebräuchlichen Systematik der Minerale nach Dana hat Henmilit die System- und Mineralnummer 26.01.05.01. Das entspricht der Klasse der „Carbonate, Nitrate und Borate“ und dort der Abteilung „Wasserhaltige Borate mit Hydroxyl oder Halogen“. Hier findet er sich innerhalb der Unterabteilung „Wasserhaltige Borate mit Hydroxyl oder Halogen“ als einziges Mitglied in einer unbenannten Gruppe mit der Systemnummer 26.01.05.

## Chemismus
Henmilit hat (auf Basis von 12 Sauerstoffatomen pro Formel) die gemessene Zusammensetzung Ca1,91Cu0,99B2,05O12H12,03, was zu Ca2CuB2(OH)12 idealisiert wurde und Gehalte von 18,85 B2O3, 21,53 % CuO, 30,36 % CaO und 28,26 % H2O erfordert.

## Kristallstruktur
Henmilit kristallisiert im triklinen Kristallsystem in der Raumgruppe P1 (Raumgruppen-Nr. 2) mit den Gitterparametern a = 5,7617 Å; b = 7,9774 Å; c = 5,6488 Å; α = 109,611°; β = 91,473° und γ = 83,686° sowie einer Formeleinheit pro Elementarzelle.
Im Henmilit findet sich das Bor in isolierten B(OH)4-Gruppen und Kupfer weist eine quadratisch-planare Koordination durch Hydroxidionen auf. Calcium ist von acht Hydroxidionen umgeben. Die Struktur des Henmilits besteht aus Dimern von kantenverknüpften Ca(OH)2-Polyedern, die durch die quadratisch-planaren Cu(OH)4-Gruppen verbunden sind, wodurch eine Schichtstruktur parallel [011] entsteht. Die Schichten werden durch B(OH)4-Tetraeder zu einem dreidimensionalen Gerüst verknüpft. Die Henmilit-Struktur lässt sich auch so beschreiben, dass Dimer aus Ca-Polyedern durch zwei B(OH)4-Tetraeder so verknüpft sind, dass Ketten parallel [001] entstehen. Diese Ketten werden durch quadratisch-planare Cu(OH)4-Gruppen zu einem dreidimensionalen Gerüst verknüpft.

## Eigenschaften

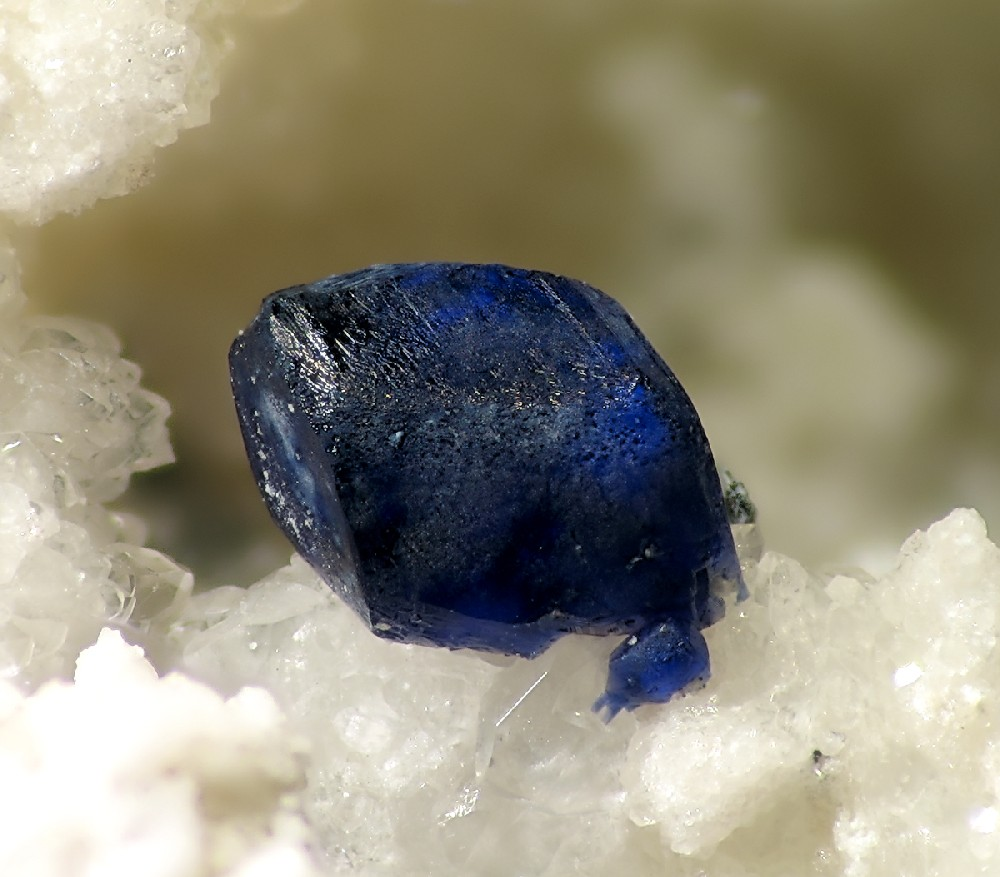
Idiomorpher Henmilit-Kristall mit angeschmolzem wirkendem Aussehen (Sichtfeld: 3 mm)

### Morphologie
Henmilit bildet in Marmoren eingebettete kristalline Massen sowie – in Hohlräumen in Pentaborit-Gängen – auch bis 3 mm große, scharfkantige und formenreiche Kristalle, die auf der Oberfläche des Pentaborits sitzen oder mit diesem verwachsen sind. Die tragende und trachtbestimmende Kristallform der idiomorphen, pinakoidalen Kristalle ist das gut ausgebildete erste Pinakoid {100}. Bei flächenärmeren Kristallen treten noch das zweite Pinakoid {010}, die Pinakoide parallel zur b-Achse {101} und {101} und die Pinakoide parallel zur c-Achse {110} und {110} dazu. An flächenreicheren Kristallen lassen sich darüber hinaus noch die Pinakoide {102}, {011} und {142} identifizieren (vergleiche dazu auch die nebenstehenden Kristallzeichnungen).

### Physikalische und chemische Eigenschaften
Die Farbe der Henmilit-Kristalle ist in allen Fällen ein charakteristisches Bläulichviolett. Die Strichfarbe des Henmilits variiert dagegen von ganz blass violett bis nahezu weiß. Die Oberflächen der durchsichtigen Kristalle weisen einen starken glasartigen Glanz auf. Im Dünnschliff zeigt das Mineral unter dem Mikroskop einen starken Pleochroismus von X = blassrosa über Y = blassviolett nach Z = sehr blass blau.
Henmilit besitzt eine sehr vollkommene Spaltbarkeit nach {001} und eine gute Spaltbarkeit nach {110}, bricht aufgrund seiner Sprödigkeit („fragile“) aber sehr leicht, wobei zur Art der Bruchflächen keine Angaben existieren. Der als „soft“ beschriebene Henmilit gehört mit einer Mohshärte < 2,5 und einer Vickers-Härte VHN25 = 193–206 kg/mm2 zu den weichen Mineralen, die sich wie das Referenzmineral Gips mit dem Fingernagel zumindest ritzen lassen. Die gemessene Dichte für Henmilit beträgt 2,51 g/cm³, die berechnete Dichte für das Mineral liegt bei 2,523 g/cm³.
In 1:2 verdünnter Salzsäure und 1:2 verdünnter Salpetersäure ist Henmilit leicht löslich.

## Bildung und Fundorte

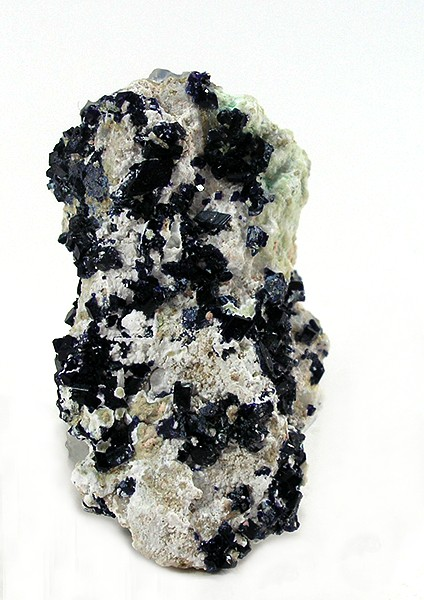
Henmilit-Matrixstufe mit blauen, freistehenden Kristallen aus der Fuka Mine (Größe: 4,5 × 2,7 × 2,3 cm)

Als sehr seltene Mineralbildung konnte Henmilit bisher (Stand 2016) nur von seiner Typlokalität beschrieben werden. Diese ist der ehemalige Marmor-Steinbruch der Fuka-Mine, der 40 km nordöstlich von Okayama bei der Stadt Takahashi in der Präfektur Okayama innerhalb der Region Chūgoku auf Honshū in Japan liegt.
Heute arbeitet das Bergwerk im Untertagebetrieb. Abgebaut wird ein hochreiner Calcit, der u. a. für Zahnpasta Verwendung findet. Die Fuka-Mine ist weltbekannt für die hier auftretenden Skarnminerale wie Bicchulith, Fukalith, Oyelith, Spurrit, Gehlenit und Rankinit. Sie stammen aus einem borhaltigen Hochtemperatur-Kalksilikatkarn mit extrem geringen Eisen-Gehalten, der sich an der Grenze zwischen einem Kalksteinkörper und einem monzonitischem Intrusivgestein entwickelt hat. Die erwähnten Minerale sind fast ausnahmslos hydrierte Calciumsilikate, die sich durch Hochtemperaturmetamorphose und -metasomatose des Kalksteins und folgende Hydrationsreaktionen bildeten.
Henmilit wird in der Fuka-Mine in Hohlräumen in bormineralisierten Gängen innerhalb von kontaktmetasomatisch umgewandelten Kalksteinen angetroffen und von Pentahydroborit, Olshanskyit, Tenorit, Sillénit, Bultfonteinit, Cuspidin, Thaumasit, Brucit und Calcit begleitet.

## Verwendung
Ungeachtet der hohen Gehalte an Bor und Kupfer ist Henmilit aufgrund seiner Seltenheit weder als Bor- noch als Kupfererz von Bedeutung. Dagegen herrscht für die attraktiven blauen Kristalle in Mineralsammlerkreisen eine starke Nachfrage.